# Birmingham Opera Company
Die Birmingham Opera Company ist ein professionelles britisches Opernunternehmen mit Sitz in Birmingham, das sich auf innovative und avantgardistische Produktionen des Opernrepertoires spezialisiert hat und häufig an ungewöhnlichen Orten spielt. 
Die Birmingham Opera Company wurde 1987 als City of Birmingham Touring Opera von dem britischen Opernregisseur Graham Vick und dem Dirigenten Simon Halsey gegründet und erhielt 2001 ihren heutigen Namen. Vick war Chefregisseur und künstlerischer Leiter der Company.

## Produktionen der City of Birmingham Touring Opera
- 1987: Falstaff (Giuseppe Verdi)
- 1988: The Magic Flute (Wolfgang Amadeus Mozart)
- 1989: Peace (Carl Davis)
- 1989: Ghanashyam (A Broken Branch) (Ravi Shankar)
- 1989–91: The Ring Saga (Richard Wagner)
- 1990: Beauty & the Beast (Stephen Oliver)
- 1991: La Bohème (Giacomo Puccini)
- 1992: Zaide (Wolfgang Amadeus Mozart)
- 1993: Les Boréades (Jean-Philippe Rameau)
- 1994: Faust (Charles Gounod)
- 1994: Silas Marner (Howard Goodall)
- 1995: Chaka (Akin Euba)
- 1995: Falstaff (Giuseppe Verdi)
- 1997:  Macbeth (Giuseppe Verdi)
- 1997: The Church Parables (Benjamin Britten)
- 1998: The Adventures of Vixen Sharp-Ears (Leoš Janáček)
- 1999: The Two Widows (Bedřich Smetana)
- 2000: Pelléas and Mélisande (Claude Debussy)
- 2000: Tobias and the Angel (Jonathan Dove)

## Produktionen der Birmingham Opera Company
- 2001: Wozzeck (Alban Berg)
- 2002: Fidelio (Ludwig van Beethoven)
- 2003: Candide (Leonard Bernstein)
- 2003: Rites of Spring (Claudio Monteverdi)
- 2003: Women Beware (Claudio Monteverdi)
- 2003: Mortal Combat (Claudio Monteverdi)
- 2004: Curlew River (Benjamin Britten)
- 2005: Ulysses Comes Home (Claudio Monteverdi)
- 2006: Ariadne Sells Out (Richard Strauss); Prolog aus Strauss’ Ariadne auf Naxos
- 2006: He Had It Coming (Wolfgang Amadeus Mozart), nach Mozarts Don Giovanni[2]
- 2007: La traviata (Giuseppe Verdi)
- 2008: Idomeneo (Wolfgang Amadeus Mozart)
- 2009: Otello (Giuseppe Verdi); erste britische Produktion mit einem farbigen Tenor in der Titelrolle[3]
- 2010: A Man of Feeling (Stephen Oliver)
- 2010: Les Noces (Igor Strawinsky)
- 2012: Life is a Dream (Jonathan Dove); Uraufführung, Auftrag der Birmingham Opera Company
- 2012: Mittwoch aus Licht (Karlheinz Stockhausen); Uraufführung. Auftrag des London 2012 Festival
- 2013: Songs and Dances of Death (Modest Mussorgski) in Kooperation mit BBC Birmingham, BBC Academy
- 2014: Khovanskygate: A National Enquiry (Modest Mussorgski)